# Lista procesorów Athlon

## Athlon (Model 1, K7 "Argon", 250 nm)
- Cache L2 pracuje 50% o CPU
- Wszystkie modele obsługują MMX, Enhanced 3DNow!
- CPU-ID: 6-6-0

| Model      | Częstotliwość | Cache L2 | FSB      | Mnożnik | Napięcie | TDP1) | Gniazdo | W sprzedaży od      | Oznaczenie |
| ---------- | ------------- | -------- | -------- | ------- | -------- | ----- | ------- | ------------------- | ---------- |
| Athlon 500 | 500 MHz       | 512 KB   | 200 MT/s | 5x      | 1,60 V   | 42 W  | Slot A  | 23 czerwca 1999     |            |
| Athlon 550 | 550 MHz       | 512 KB   | 200 MT/s | 5,5x    | 1,60 V   | 46 W  | Slot A  | 23 czerwca 1999     |            |
| Athlon 600 | 600 MHz       | 512 KB   | 200 MT/s | 6x      | 1,60 V   | 50 W  | Slot A  | 23 czerwca 1999     |            |
| Athlon 650 | 650 MHz       | 512 KB   | 200 MT/s | 6,5x    | 1,60 V   | 54 W  | Slot A  | 9 sierpnia 1999     |            |
| Athlon 700 | 700 MHz       | 512 KB   | 200 MT/s | 7x      | 1,60 V   | 50 W  | Slot A  | 4 października 1999 |            |

## Athlon (Model 2, K75 "Pluto/Orion", 180 nm)
- Cache L2 pracuje o 50% (do 700 MHz), 40%(do 850 MHz), 33% (do 1 GHz) o CPU
- Wszystkie modele obsługują MMX, Enhanced 3DNow!

| Model       | Częstotliwość | Cache L2 | FSB      | Mnożnik | Napięcie | TDP1) | Gniazdo | W sprzedaży od    | Oznaczenie |
| ----------- | ------------- | -------- | -------- | ------- | -------- | ----- | ------- | ----------------- | ---------- |
| Athlon 550  | 550 MHz       | 512 KB   | 200 MT/s | 5,5x    | 1,60 V   | 31 W  | Slot A  | 29 listopada 1999 |            |
| Athlon 600  | 600 MHz       | 512 KB   | 200 MT/s | 6x      | 1,60 V   | 34 W  | Slot A  | 29 listopada 1999 |            |
| Athlon 650  | 650 MHz       | 512 KB   | 200 MT/s | 6,5x    | 1,60 V   | 36 W  | Slot A  | 29 listopada 1999 |            |
| Athlon 700  | 700 MHz       | 512 KB   | 200 MT/s | 7x      | 1,60 V   | 39 W  | Slot A  | 29 listopada 1999 |            |
| Athlon 750  | 750 MHz       | 512 KB   | 200 MT/s | 7,5x    | 1,60 V   | 40 W  | Slot A  | 29 listopada 1999 |            |
| Athlon 800  | 800 MHz       | 512 KB   | 200 MT/s | 8x      | 1,70 V   | 48 W  | Slot A  | 6 stycznia 2000   |            |
| Athlon 850  | 850 MHz       | 512 KB   | 200 MT/s | 8,5x    | 1,70 V   | 50 W  | Slot A  | 11 lutego 2000    |            |
| Athlon 900  | 900 MHz       | 512 KB   | 200 MT/s | 9x      | 1,80 V   | 60 W  | Slot A  | 6 marca 2000      |            |
| Athlon 950  | 950 MHz       | 512 KB   | 200 MT/s | 9,5x    | 1,80 V   | 62 W  | Slot A  | 6 marca 2000      |            |
| Athlon 1000 | 1000 MHz      | 512 KB   | 200 MT/s | 10x     | 1,80 V   | 65 W  | Slot A  | 6 marca 2000      |            |

## Athlon (Model 4, "Thunderbird", 180 nm)
- Cache L2 pracuje zawsze w tej samej częstotliwości co CPU
- Wszystkie modele obsługują MMX, Enhanced 3DNow!

| Model        | Częstotliwość | Cache L2 | FSB      | Mnożnik | Napięcie   | TDP1)     | Gniazdo          | W sprzedaży od       | Oznaczenie |
| ------------ | ------------- | -------- | -------- | ------- | ---------- | --------- | ---------------- | -------------------- | ---------- |
| Athlon 600   | 600 MHz       | 256 KB   | 200 MT/s | 6x      | 1,75 V     |           | Socket A, Slot A | 5 czerwca 2000       |            |
| Athlon 650   | 650 MHz       | 256 KB   | 200 MT/s | 6,5x    | 1,7/1,75 V | 36,1/38 W | Socket A, Slot A | 5 czerwca 2000       |            |
| Athlon 700   | 700 MHz       | 256 KB   | 200 MT/s | 7x      | 1,7/1,75 V | 38,3/40 W | Socket A, Slot A | 5 czerwca 2000       |            |
| Athlon 750   | 750 MHz       | 256 KB   | 200 MT/s | 7,5x    | 1,7/1,75 V | 40,4/43 W | Socket A, Slot A | 5 czerwca 2000       |            |
| Athlon 800   | 800 MHz       | 256 KB   | 200 MT/s | 8x      | 1,7/1,75 V | 42,6/45 W | Socket A, Slot A | 5 czerwca 2000       |            |
| Athlon 850   | 850 MHz       | 256 KB   | 200 MT/s | 8,5x    | 1,7/1,75 V | 44,8/47 W | Socket A, Slot A | 5 czerwca 2000       |            |
| Athlon 900   | 900 MHz       | 256 KB   | 200 MT/s | 9x      | 1,75 V     | 50 W      | Socket A, Slot A | 5 czerwca 2000       |            |
| Athlon 950   | 950 MHz       | 256 KB   | 200 MT/s | 9,5x    | 1,75 V     | 52 W      | Socket A, Slot A | 5 czerwca 2000       |            |
| Athlon 1000B | 1000 MHz      | 256 KB   | 200 MT/s | 10x     | 1,75 V     | 54 W      | Socket A, Slot A | 5 czerwca 2000       |            |
| Athlon 1000C | 1000 MHz      | 256 KB   | 266 MT/s | 7,5x    | 1,75 V     | 54 W      | Socket A         | 31 sierpnia 2000     |            |
| Athlon 1100B | 1100 MHz      | 256 KB   | 200 MT/s | 11x     | 1,75 V     | 55,1/60 W | Socket A         | 14 sierpnia 2000     |            |
| Athlon 1133C | 1133 MHz      | 256 KB   | 266 MT/s | 8,5x    | 1,75 V     | 63 W      | Socket A         | 31 października 2000 |            |
| Athlon 1200B | 1200 MHz      | 256 KB   | 200 MT/s | 12x     | 1,75 V     | 66 W      | Socket A         | 17 października 2000 |            |
| Athlon 1200C | 1200 MHz      | 256 KB   | 266 MT/s | 9x      | 1,75 V     | 66 W      | Socket A         | 31 października 2000 |            |
| Athlon 1300B | 1300 MHz      | 256 KB   | 200 MT/s | 13x     | 1,75 V     | 68 W      | Socket A         | 21 października 2001 |            |
| Athlon 1333C | 1333 MHz      | 256 KB   | 266 MT/s | 10x     | 1,75 V     | 70 W      | Socket A         | 21 marca 2001        |            |
| Athlon 1400B | 1400 MHz      | 256 KB   | 200 MT/s | 14x     | 1,75 V     | 72 W      | Socket A         | 6 czerwca 2001       |            |
| Athlon 1400C | 1400 MHz      | 256 KB   | 266 MT/s | 10,5x   | 1,75 V     | 72 W      | Socket A         | 6 czerwca 2001       |            |